# Добрий вечір (телепередача)
«Добрий вечір» — гумористичне шоу, що виходить на каналі 1+1 з 16 березня 2012 року. Оригінальний формат належить українській компанії IQ Production, для його реалізації був запрошений режисер кінокомедій «Про що говорять чоловіки» та «Про що ще говорять чоловіки» Дмитро Дьяченко.

## Опис
У кожному випуску «Доброго вечора» новий ведучий, у ролі якого виступає запрошена зірка, першою з яких став Гоша Куценко . Півторагодинне шоу об'єднує різні гумористичні жанри: монологи ведучих, музичні номери, несподіваний погляд на новини минулого тижня, інтерв'ю-провокації з зірковими гостями, міні-серіали, ток-шоу, пародії та скетчі.

## Ведучі

### Перший сезон
- Гоша Куценко — 1 серія (16 березня 2012 року);
- Марат Башарів — 2 серія (23 березня 2012 року);
- Ігор Верник — 3 серія (30 березня 2012 року);
- Рената Литвинова — 4 серія (6 квітня 2012 року).

### Другий сезон
- Олександр Ревва — 1 серія (31 серпня 2012 року);
- Леонід Ярмольник — 2-3 серія (7-14 вересня 2012 року);
- Наталія Бочкарьова — 4-5 серія (21-28 вересня 2012 року);
- Андрій Мерзлікін — 6 серія (5 жовтня 2012 року).

## В гостях

### Перший сезон
- Олександр Пономарьов — 1 серія (16 березня 2012 року);
- Тіна Кароль — 2 серія (23 березня 2012 року);
- Олег Скрипка — 3 серія (30 березня 2012 року);
- Іван Дорн — 4 серія (6 квітня 2012 року).

### Другий сезон
- Дмитро Коляденко — 1 серія (31 серпня 2012 року);
- Валерій Харчишин — 2 серія (7 вересня 2012 року);
- Еріка — 6 серія (5 жовтня 2012 року).

## Актори

### На даний момент знімаються
- Назар Задніпровський
- Кирило Андрєєв
- Євген Лунченко
- Віталій Іванченко
- Борислав Борисенко
- Інна Приходько
- Ольга Голдис
- Максим Сокіл

### Епізодичні
- Вікторія Булітко

## Уривок, що характеризує Добрий вечір (телепередача)
Дивлячись на високе зоряне небо, на місяць, на комету і на заграву, П'єр відчував радісне розчулення. «Ну, як добре. Ну, чого ще треба?! – подумав він. І раптом, коли він згадав свій намір, голова його закружляла, з ним стало погано, так що він притулився до паркану, щоб не впасти.
Не попрощавшись зі своїм новим другом, П'єр нетвердими кроками відійшов від воріт і, повернувшись до своєї кімнати, ліг на диван і відразу заснув.
На заграву першої пожежі, що зайнялася 2 го вересня, з різних доріг з різними почуттями дивилися жителі, що втікали і виїжджали, і відступали війська.
Потяг Ростових цієї ночі стояв у Митищах, за двадцять верст від Москви. 1 вересня вони виїхали так пізно, дорога так була захаращена візками і військами, стільки речей було забуто, за якими були посилані люди, що цієї ночі було вирішено ночувати в п'яти верст за Москвою. Наступного ранку рушили пізно, і знову було стільки зупинок, що доїхали лише до Великих Митищ. О десятій годині панове Ростові та поранені, що їхали з ними, всі розмістилися по дворах та хатах великого села. Люди, кучери Ростових та денщики поранених, прибравши панів, повечеряли, задали корму коням і вийшли на ганок.
У сусідній хаті лежав поранений ад'ютант Раєвського, з розбитою пензлем руки, і страшний біль, який він відчував, змушував його жалібно, не перестаючи, стогнати, і стогін ці страшно звучали в осінній темряві ночі. Першої ночі ад'ютант цей ночував на тому ж дворі, на якому стояли Ростові. Графіня казала, що вона не могла заплющити очей від цього стогону, і в Митищах перейшла в гіршу хату тільки для того, щоб бути подалі від цього пораненого.
Один із людей у темряві ночі, з-за високого кузова карети, що стояла біля під'їзду, помітив іншу невелику заграву пожежі. Одна заграва давно вже була видно, і всі знали, що це горіли Малі Митищі, запалені мамонівськими козаками.
— А це ж, братики, інша пожежа, — сказав денщик.
Усі звернули увагу на заграву.
- Так, казали, Мати Митищі мамонівські козаки запалили.
– Вони! Ні, це не Митіщі, це далі.
- Глянь-ка, точно в Москві.
Двоє людей зійшли з ганку, зайшли за карету і присіли на підніжку.
- Це лівіше! Як же, Митіщі геть де, а це зовсім в іншій стороні.
Декілька людей приєдналися до перших.
- Бач, палахкотить, - сказав один, - це, панове, у Москві пожежа: або в Сущевській, або в Рогозькій.
Ніхто не відповів на це зауваження. І досить довго всі ці люди мовчки дивилися на далеке полум'я нової пожежі, що розгорілося.
Старий, графський камердинер (як його називали), Данило Терентійович підійшов до натовпу і крикнув Мишкові.
– Ти чого не бачив, шалаво… Граф спитає, а нікого немає; йди сукню збери.
- Та я тільки за водою біг, - сказав Мишко.
- А ви як думаєте, Данило Терентійович, адже це ніби в Москві заграва? – сказав один із лакеїв.
Данило Терентійович нічого не відповідав, і довго знову все мовчали. Заграва розходилася і коливалася далі і далі.
– Помилуй бог!.. вітер та суша… – знову сказав голос.
- Гляньте, як пішло. О Боже! аж галки видно. Господи, помилуй нас грішних!
– Погасять, мабуть.
- Кому гасити? – почувся голос Данила Терентійовича, який мовчав і досі. Голос його був спокійний і повільний. - Москва і є, братики, - сказав він, - вона матінка білока ... - Голос його обірвався, і він раптом старенько схлипнув. І ніби тільки цього чекали все, щоб зрозуміти те значення, яке мало для них це заграва, що виднілася. Почулися зітхання, слова молитви та схлипування старого графського камердинера.